# Galium truniacum
Galium truniacum là một loài thực vật có hoa trong họ Thiến thảo. Loài này được (Ronniger) Ronniger mô tả khoa học đầu tiên năm 1913.

## Hình ảnh

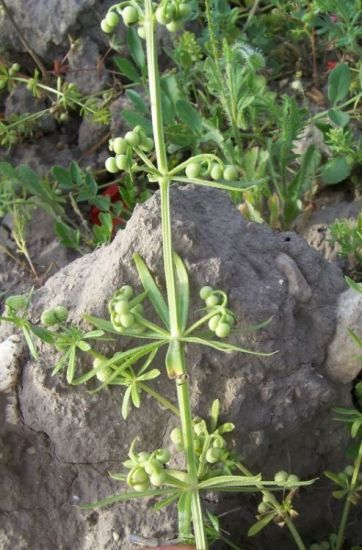